# Key lime pie

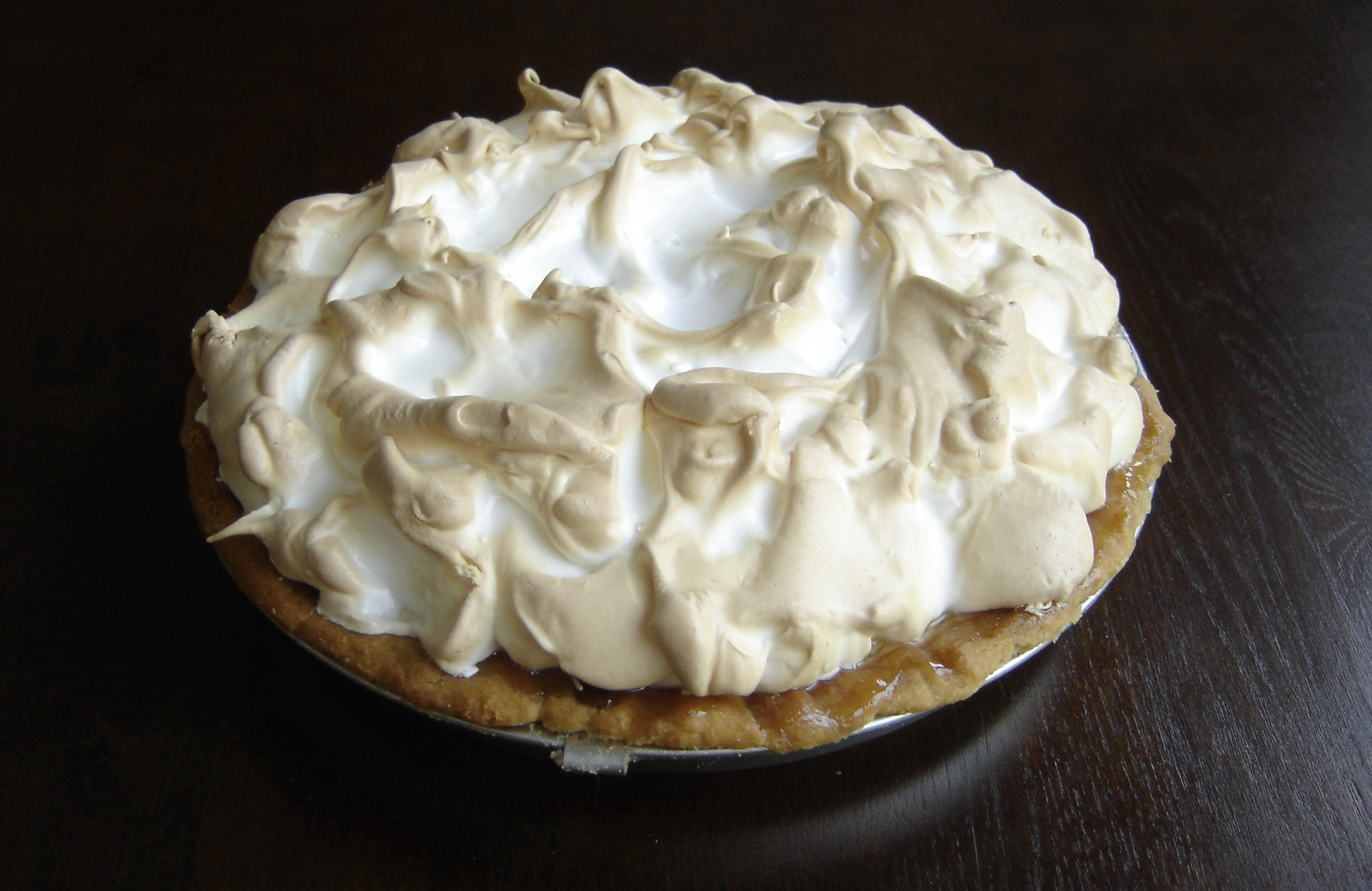
Key lime pie

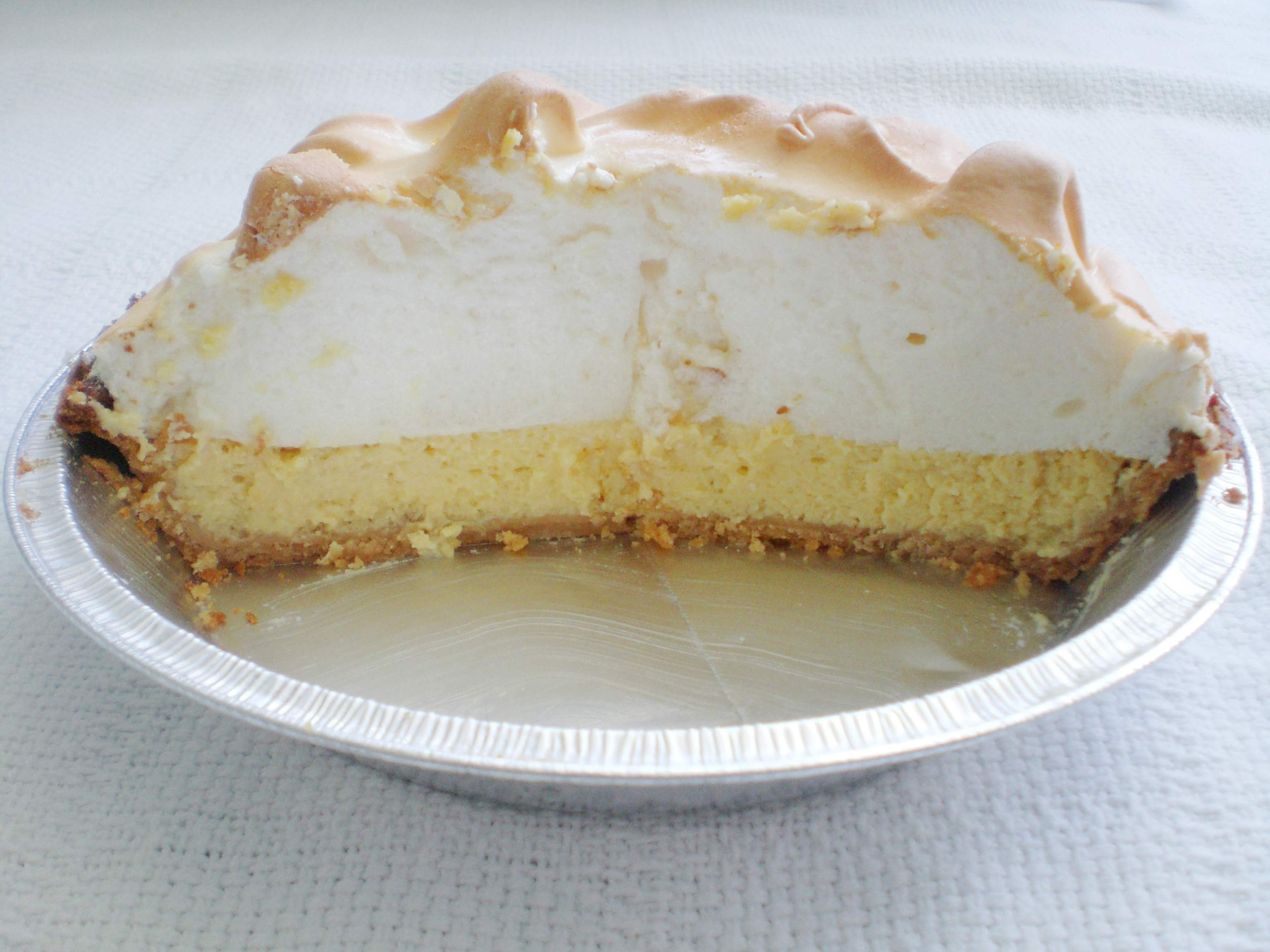
Doorsnede

Key lime pie of limoen-roomtaart is een Amerikaanse taart, gemaakt van limoenensap, eidooiers, gecondenseerde melk en suiker in een voorgebakken korstdeeg. De taart wordt in drie fasen gebakken. Eerst de bodem, dan de bodem met de limoen-roomvulling en ten slotte met stijfgeslagen eiwit op de bovenkant. De taart is genoemd naar de kleine limoenen, key limes, uit de Amerikaanse staat Florida en is een populair dessert in de Verenigde Staten. De taart werd op 1 juli 2006 het officiële gebak van Florida.
De reden dat de taart van de gezoete, gecondenseerde, melk wordt gemaakt, is dat verse melk voor het koelkasttijdperk moeilijk verkrijgbaar was op de Florida Keys, de kleine eilandjes voor de kust.
De originele key limes die voor het recept gebruikt worden, zijn kleiner dan de algemeen verkrijgbare limoensoorten. Het sap is lichtgeel, in plaats van groenachtig. Een taart die lichtgroene vulling heeft, is niet origineel en gemaakt van de grote limoenen, die meer sap bevatten en goedkoper te verwerken zijn. Op het moment dat het limoensap wordt toegevoegd aan de eidooiers en de melk, ontstaat een chemische reactie, die de vulling laat stollen, zonder haar te bakken. Voorheen werd de taart niet verder gebakken. Tegenwoordig is die meer en meer standaard, mede door de gevaren die kleven aan het gebruik van rauwe eieren. Gevolg is dat de vulling dikker wordt en niet meer haar karakteristieke consistentie heeft.